# ITunes Festival: London 2009 (album Flo Ridy)
iTunes Festival: London 2009 – minialbum amerykańskiego rapera Flo Ridy, wydany 15 lipca 2009 roku przez wytwórnię Atlantic Records. Na albumie znalazły się w wersji na żywo takie utwory jak: In the Ayer, Right Round i Elevator. Materiał zebrany został podczas koncertu iTunes Festival: London 2009, który odbył się 4 lipca 2009 roku w Wielkiej Brytanii.

## Lista utworów
1. "American Superstar" (Live) – 1:52
2. "In the Ayer" (Live) - 3:52
3. "Right Round" (Live) - 4:57
4. "Low" (Live) - 3:57
5. "Elevator" (Live) - 1:24
6. "Sugar" (Live) - 3:54